# Юзеф Гарлінський

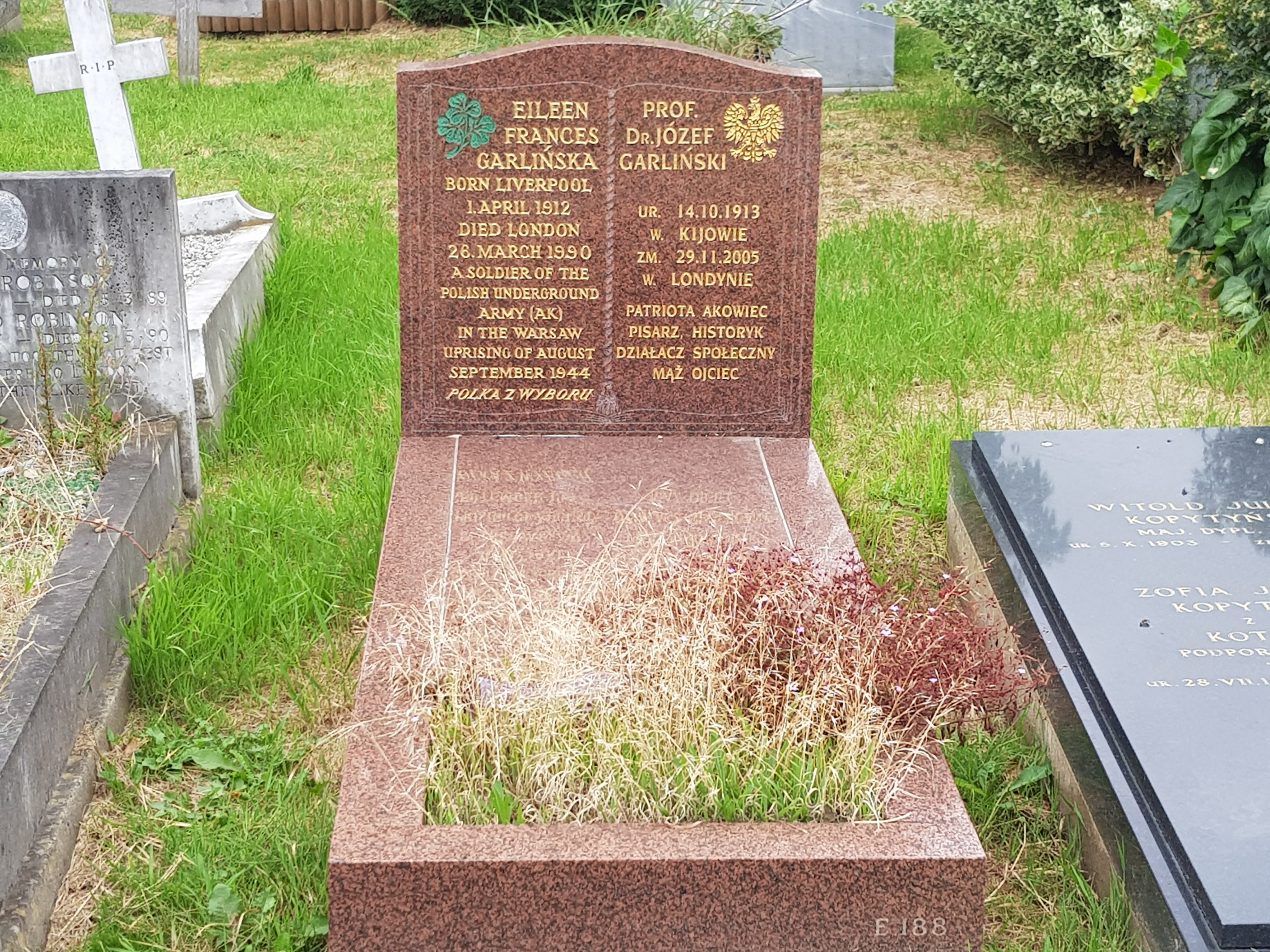
Могила Ейлін та Юзефа Гарлінських

Юзеф Гарлінський, пс. «Довгий» (пол.: Józef Garliński; нар. 14 жовтня 1913, Київ, пом. 29 листопада 2005, Лондон) — польський письменник, історик, емігрантський діяч, офіцер Війська Польського і капітан Армії Крайової, в'язень німецького табору Аушвіц.

## Біографія
Народився в родині Ярослава (юрист) та Ванди, уродженої Шиманської. Після відродження польської держави родина з маленьким Юзефом переїхала до її нових кордонів (1920). Навчався у Варшаві, Раковіцах, Хирові та Закопані. У 1934 році закінчив гімназію і ліцей ім. Адама Асника в Каліші. Його батько, адвокат, керував адвокатською конторою в Оструві-Велькопольському. Тут Гарлінський налагодив контакти зі спортивним клубом гімназії Venetia, а також був співорганізатором легкоатлетичного матчу Острув-Каліш. Військову службу проходив у Ґрудзьондзі. Закінчив юридичні студії у Варшаві. 1 січня 1937 р. йому було присвоєно звання підпоручика запасу офіцерського корпусу кавалерії за вислугою років.
Після початку Другої світової війни брав участь у вересневій кампанії у складі 1-го кавалерійського полку. Поранений 23 вересня під Замостям, потрапив у німецький полон. Виписаний із госпіталю, він зумів дістатися до Варшави. Був активним у підпіллі, спочатку в Союзі збройної боротьби, потім в Армії Крайовій. Був начальником відділу безпеки штабу Армії Крайової . 20 квітня 1943 року його заарештували помилково, замість іншої особи з таким же іменем і прізвищем, він опинився в Пав'яку — нацисти не зрозуміли, кого вони захопили. Відправлений до німецького концтабору Освенцім. Потім він був ув'язнений у концтаборі Ноєнгамме та його філії в Людвіґслусті. Звільнений з табору армією США 2 травня 1945 року. Він став добровольцем і перекладачем у 7-й танковій дивізії.
«За заслуги на посаді начальника відділу безпеки штабу Армії Крайової (створення відділення, ліквідація групи „Молот“, проникнення в штаб гестапо, організація втечі з в'язниць тощо) у березні 1946 р. нагороджений орденом 5 клас В. М.»
Після війни він переїхав до Лондона. Там у 1961 році він опублікував свою першу книгу «Драма і провидіння». Вона отримала нагороду AK Circle у Детройті. Співпрацював з польською пресою, в т.ч з «Wiadomości», «White Eagle» або «Dziennik Polski». З 1975 р. президент Асоціації польських письменників за кордоном. У 1976 році він підписав декларацію солідарності під листом 59.
Підписав лист польських письменників за кордоном на знак солідарності з підписантами протесту проти змін Конституції Польської Народної Республіки (лист 59). У Польській Народній Республіці інформація про Юзефа Гарлінського була піддана цензурі. Його прізвище було в спеціальному списку осіб із повною забороною на публікацію. Рекомендації цензури щодо його особи помітив Томаш Стржижевський, який у своїй книзі про комуністичну цензуру опублікував інформаційну записку № 9 від 1975 року Центрального управління контролю за пресою, публікаціями та виставами. Інструкції для цензорів включили його ім'я до списку заборонених авторів, де говорилося: «(…) щодо наступних емігрантських письменників, науковців і журналістів (переважно співробітників ворожих видань і антипольської пропаганди) принцип безумовного Ухвалити виключення їхніх імен, а згадки їхніх творів, крім критичних, із преси, радіо і телебачення, а також неперіодичних видань ненаукового характеру (художня література, публіцистика, есеїстика)». Наступні його публікації потрапляли до Польщі переважно через другий тираж: у 1968 році він опублікував «Політику» та «Солдати», у Польщі другим тиражем «Przedświt» лише у 1986 році.

## Літературна творчість
За книгу "Освенцімська боротьба " отримав нагороду Фундації Юржиковського. Найважливіші публікації також включають: Остання зброя Гітлера, Польща, SOE ond the Allies (1969), Enigma (1979), Швейцарський коридор (1981), Польща у Другій світовій війні (1982 , він отримав Єжи Лойка в 1994 році), Світ моєї пам'яті (спогади, 1992). Він також отримав нагороду Фонду Владислава і Нелли Туржаньських з Торонто в галузі літератури.
Був членом Міжнародної ради Освенціма та Асоціації польських письменників . Член Польського наукового товариства за кордоном (з 1982). Лауреат премії Асоціації польських письменників за кордоном 1974 року.
Його дружиною була ірландка Ейлін Френсіс Шорт-Гарлінська (1912—1990). Їх обох поховали на кладовищі Ганнерсбері в Лондоні. Їхній син Ярослав (нар. 1947) був першим професором польського походження в Ітонському коледжі.

## Вшанування пам'яті
У 1999 році Аліна Черняковська зняла біографічний фільм про Юзефа Гарлінського «Думи про Польщу», в якому використано матеріал інтерв'ю з істориком.

## Нагороди
- Срібний хрест ордена Virtuti Militari № 11584[2]
- Командорський хрест із зіркою Ордена Відродження Польщі (нагороджений президентом Лехом Валенсою за видатні заслуги перед польською культурою)[10]
- Офіцерський хрест ордена Відродження Польщі (11 листопада 1980)[11]
- Золотий хрест заслуги з мечами — двічі[2]